# Megapodius reinwardt
Frango-do-mato-de-reinwardt, frango-do-mato-de-pés-laranja ou galinha-do-mato-de-reinwardt  (Megapodius reinwardt) é uma espécie de ave da família Megapodiidae. Pode ser encontrada em muitas ilhas da Wallacae, Nova Guiné e Austrália.